# Saint-André-d’Apchon
Saint-André-d’Apchon település Franciaországban, Loire megyében. Lakosainak száma 1942 fő (2022. január 1.). Saint-André-d’Apchon Renaison, Arcon, Ouches, Pouilly-les-Nonains, Saint-Alban-les-Eaux és Lentigny községekkel határos.

## Népesség
A település népessége az elmúlt években az alábbi módon változott:
| Lakosok száma | 1154 | 1699 | 1720 | 1843 | 1926 | 1961 | 1946 | 1927 | 1920 | 1942 |
|               | 1968 | 1982 | 1990 | 2006 | 2013 | 2015 | 2017 | 2019 | 2020 | 2022 |